# Catherine Rich
Pour les articles homonymes, voir Rich et Renaudin.
Catherine Rich, née Renaudin le 10 juin 1932 à Paris et morte le 18 janvier 2021 dans la même ville, est une actrice française.

## Biographie
Catherine Simone Henriette Marie Renaudin naît le 10 juin 1932 dans le 17e arrondissement de Paris du mariage de Philippe Renaudin, homme politique, et d'Edmée Hannotin, fille de l'homme politique Edmond Hannotin.
Le 26 juin 1959 elle épouse, à la mairie du 16e arrondissement de Paris, le comédien Claude Rich. De ce mariage naissent deux enfants : Delphine et Nathalie. Le couple a également un fils adoptif, prénommé Rémy.
Elle meurt le 18 janvier 2021 à l'hôpital Bichat-Claude-Bernard dans le 18e arrondissement de Paris. Elle est inhumée auprès de son époux au cimetière d'Orgeval (Yvelines).
L'allée Claude-et-Catherine-Rich lui rend hommage à elle et son époux dans le 6e arrondissement de Paris.

## Filmographie

### Cinéma
- 1962 : La Chambre ardente de Julien Duvivier Elsa Braun (non créditée, sous le nom de Laurence Belval)
- 1967 : Les Compagnons de la marguerite, de Jean-Pierre Mocky : Françoise Matouzec (sous le nom de Catherine Darcy)
- 1970 : Le Temps de mourir d'André Farwagi
- 1974 : Le Seuil du vide de Jean-François Davy : Mona
- 1978 : Va voir maman, papa travaille de François Leterrier
- 1996 : Capitaine Conan de Bertrand Tavernier : Madeleine Erlane
- 2009 : Bancs publics (Versailles Rive-Droite) de Bruno Podalydès : la jeune grand-mère

### Télévision
- 1968 : Le Tribunal de l'impossible de Michel Subiela (série télévisée) (épisode Qui hantait le presbytère de Borley ?) d'Alain Boudet Miss Raye
- 1971 : Des yeux, par milliers, braqués sur nous d'Alain Boudet
- 1972 : Les Rois maudits de Claude Barma, (TV) : Jeanne de Bourgogne
- 1973 : Le Double Assassinat de la rue Morgue de Jacques Nahum
- 1973 : Pour Vermeer de Jacques Pierre
- 1974 : Puzzle, téléfilm d'André Michel : Jeanine Essolier
- 1983 : Les Cinq Dernières Minutes de Claude Loursais, épisode : À bout de course
- 1985-1987 : Maguy saison 1. Rôle : Hélène
- 1988 : La Belle Anglaise de Jacques Besnard, (TV) : Anne
- 1989 : Les Grandes Familles d'Édouard Molinaro, (TV) : Marthe
- 1989-1991 : Renseignements généraux : Mlle Langlois
- 1989 : Pause-café pause-tendresse de Serge Leroy
- 1993 : La Vérité en face de Étienne Périer (TV) : Jeanne

## Théâtre
- 1970 : Un jour dans la mort de Joe Egg de Peter Nichols, mise en scène Michel Fagadau, théâtre de la Gaîté-Montparnasse
- 1972 : Honni soit qui mal y pense de Peter Barnes (en), mise en scène Stuart Burge, théâtre de Paris
- 1973 : Jean de La Fontaine de Sacha Guitry, mise en scène René Clermont, théâtre Montparnasse
- 1975 : Le Zouave de Claude Rich, mise en scène Jean-Louis Thamin, Comédie des Champs-Élysées, théâtre des Célestins
- 1976 : Qui est qui ? de Keith Waterhouse et Willis Hall, mise en scène Victor Lanoux, Théâtre moderne
- 1977 : Trois Lits pour huit d'Alan Ayckbourn, mise en scène Pierre Mondy, théâtre Montparnasse
- 1979 : Audience et Vernissage de Václav Havel, mise en scène Stéphan Meldegg, Festival d'Avignon, théâtre de l'Atelier
- 1981 : Le Butin de Joe Orton, mise en scène Étienne Bierry, théâtre de Poche Montparnasse
- 1981 : Orties... chaud de Josiane Lévêque, mise en scène Annick Blancheteau, théâtre de l'Œuvre
- 1983 : L'Astronome de Didier van Cauwelaert, mise en scène Jacques Rosny, Studio des Champs-Élysées
- 1985 : Love de Murray Schisgal, adaptation Pascale de Boysson et Maurice Garrel, mise en scène Michel Fagadau, théâtre de la Gaîté-Montparnasse
- 1988 : Le Vallon d'Agatha Christie, mise en scène Simone Benmussa, théâtre Renaud-Barrault
- 1988 : La Vraie Vie de Tom Stoppard, mise en scène Andréas Voutsinás, théâtre Montparnasse
- 1990 : Vingt-quatre Heures de la vie d'une femme de Stefan Zweig, mise en scène Marion Bierry, théâtre de Poche Montparnasse
- 1991 : La Dame de chez Maxim de Georges Feydeau, mise en scène Bernard Murat, théâtre Marigny
- 1995 : Noces de Sable de Didier van Cauwelaert, mise en scène Michel Fagadau, Studio des Champs-Élysées
- 1996 : Sylvia de A. R. Gurney, mise en scène Lars Schmidt, théâtre des Bouffes-Parisiens
- 1997 : Dérapage d'après Arthur Miller, mise en scène Jérôme Savary, théâtre de Paris
- 1998 : Le Sénateur Fox de Luigi Lunari, mise en scène Jean-Luc Tardieu, maison de la Culture de Nantes
- 2000 : La Ménagerie de verre de Tennessee Williams, mise en scène Christophe Thiry, Tournées France, Festival d'Avignon, océan Indien
- 2001 : L'Homme du hasard de Yasmina Reza, mise en scène Frédéric Bélier-Garcia, théâtre de l'Atelier
- 2003 : Déjeuner chez Wittgenstein de Thomas Bernhard, mise en scène Hans Peter Cloos, théâtre de l'Athénée, théâtre  Montparnasse en 2004
- 2004 : Le Sénateur Fox de Luigi Lunari, mise en scène Jean-Luc Tardieu, théâtre de la Porte-Saint-Martin
- 2008 : La Retraite de Russie de William Nicholson, mise en scène John R. Pepper, Petit Montparnasse
- 2008 : Vingt-quatre Heures de la vie d'une femme de Stefan Zweig, mise en scène Marion Bierry, Petit Montparnasse, 2009 : théâtre Montparnasse, théâtre de l'Ouest parisien
- 2009 : Les Dames du jeudi de Loleh Bellon, mise en scène Christophe Lidon, Centre national de création d'Orléans
- 2010 : Les Dames du jeudi de Loleh Bellon, mise en scène Christophe Lidon, théâtre de l'Œuvre
- 2016 : L’impresario de Smyrne de Carlo Goldoni, mise en scène Christophe Lidon, théâtre Montansier puis tournée

## Distinctions
- 1989 : nomination au molière de la comédienne dans un second rôle pour La Vraie Vie
- 1991 : nomination au molière de la comédienne dans un second rôle pour La Dame de chez Maxim
- 1992 : nomination au molière de la comédienne dans un second rôle pour La Dame de chez Maxim
- 1994 : nomination au molière de la comédienne dans un second rôle pour Quand elle dansait
- 2001 : nomination au molière de la comédienne pour L'Homme du hasard
- 2004 : nomination au molière de la comédienne pour Le Sénateur Fox